# Kraśniczyn
Kraśniczyn – wieś (dawniej miasto) w Polsce położona w województwie lubelskim, w powiecie krasnostawskim, w gminie Kraśniczyn, nad rzeką Wojsławką (prawy dopływ Wieprza). Miejscowość jest siedzibą gminy Kraśniczyn.
Kraśniczyn uzyskał lokację miejską przed 1500 rokiem. Prawa miejskie do 3 lipca 1821 roku.
W latach 1975–1998 miejscowość administracyjnie należała do województwa chełmskiego.
Wieś stanowi sołectwo gminy Kraśniczyn. Według Narodowego Spisu Powszechnego (III 2011 r.) wieś liczyła 407 mieszkańców.
Wieś jest siedzibą rzymskokatolickiej parafii św. Apostołów Piotra i Pawła.

## Części wsi
| SIMC    | Nazwa      | Rodzaj    |
| ------- | ---------- | --------- |
| 0104610 | Wojciechów | część wsi |

## Historia
Pierwsze wzmianki o Kraśniczynie pojawiły się w 1564. Był on wówczas najmniejszym miasteczkiem w powiecie krasnostawskim. Znajdował się w nim rynek i karczma.
Od 1772 miejscowość znajdowała się w zaborze austriackim, a od 1809 w Księstwie Warszawskim. Natomiast w 1815 r. w wieś leżała na terenie zaboru rosyjskiego (Królestwo Polskie). Prawa miejskie utraciła w 1824.
W 1867 utworzono gminę Czajki, w której skład wchodziła większość terenów obecnej gminy Kraśniczyn i m.in. wieś Kraśniczyn. Gubernia lubelska została podzielona na większą liczbę powiatów – pozostał powiat Krasnystaw, w którego skład wchodziła gmina Czajki (w 1880 roku mieszkało tam 4008 mieszkańców).
W 1905 na terenie Królestwa Polskiego miały miejsce strajki fornali z majątków ziemskich. Odbyły się one m.in. w Kraśniczynie, Bończy, Czajkach i Olszance.
W latach 1915–1918 miejscowość znajdowała się na terenie okupacji austro-węgierskiej.
W 1919 wieś należała do województwa lubelskiego, powiatu krasnostawskiego i gminy Czajki składającej się z 31 miejscowości. Urząd gminy znajdował się w Kraśniczynie.

## Ważniejsze miejsca i zabytki
Zabytki:
- pozostałości po zabudowaniach dworskich usytuowane w zakolu rzeki Wojsławki – aleja lipowa oraz fragmenty piwnic;
- zajazd-karczma wjezdna z przełomu XVIII i XIX wieku, kilkukrotnie przerabiana, będąca obecnie własnością prywatną;
- Cmentarz żydowski;
- drewniana bożnica zniszczona w 1942 po likwidacji miejscowego getta.

W parku znajdującym się w centrum wsi stoi pomnik poświęcony pamięci poległych żołnierzy i partyzantów Armii Ludowej i Batalionów Chłopskich walczących w l. 1939–1944.
W znajdującym się niedaleko wsi lesie rosną modrzewie (o obwodzie pnia 240–375 cm), które są pomnikami przyrody. Jest tam także punkt widokowy (282 m n.p.m.), z którego można oglądać panoramę Kraśniczyna.
W jeziorze kraśniczyńskim, które ze względu na występujące wokół trzęsawiska i zarośla jest niedostępne, występuje żółw błotny.
Niedaleko Kraśniczyna znajduje się Skierbieszowski Park Krajobrazowy, wąwozy lessowe (Bończa, Olszanka – Rezerwat przyrody Głęboka Dolina o powierzchni 243,15 ha).